# Linia kolejowa 60 Nagykanizsa – Pécs
Linia kolejowa Nagykanizsa – Pécs – linia kolejowa na Węgrzech. Jest to linia w większości jednotorowa,  zelektryfikowana tylko na odcinku od stacji Nagykanizsa do stacji Gyékényes (około 30 km). Linia przebiega przez malownicze tereny, w Kraju Zadunajskim.